# Župnija Vače
Župnija Vače je rimskokatoliška teritorialna župnija dekanije Litija nadškofije Ljubljana.

## Cerkve
- Cerkev sv. Lenarta, Kandrše